# Nigrisches Bündnis für Demokratie und Frieden
Das Nigrische Bündnis für Demokratie und Frieden (französisch Rassemblement Nigérien pour la Démocratie et la Paix, Kürzel: RNDP Aneima Banizoumbou) ist eine politische Partei in Niger.

## Geschichte
Das Nigrische Bündnis für Demokratie und Frieden unter dem Vorsitz von Mounkaïla Issa wurde am 16. April 2019 als Partei registriert. Der General im Ruhestand Mounkaïla Issa hatte sich zuvor erfolglos um die Nachfolge des verstorbenen Moussa Moumouni Djermakoye als Vorsitzender der Partei Nigrische Allianz für Demokratie und Fortschritt (ANDP-Zaman Lahiya) bemüht. Die Nachfolgefrage hatte die ANDP-Zaman Lahiya in drei Lager gespalten.
Bei den Parlamentswahlen von 2020 zog das Nigrische Bündnis für Demokratie und Frieden mit einem von 171 Sitzen in die Nationalversammlung ein. Der Parteivorsitzende Mounkaïla Issa kandidierte bei den Präsidentschaftswahlen von 2020 und wurde mit 0,8 % der Wählerstimmen 15. von 30 Bewerbern um das höchste Amt im Staat.